# غوسمير (لوني تونز)
غوسمير (بالإنجليزية:Gossamer) شخصية خيالية كرتونية من إنتاج شركة وارنر برذرز ظهرت لأول مره عام 1946 في سلسلة لوني تيونز وهو عبارة عن وحش برتقالي اللون يشبه لعاب الشمس.

## روابط خارجية
- Gossamer at looneytunes.wikia